# Населення Гонконгу
Населення Гонконґу. Чисельність населення країни 2015 року становила 7,141 млн осіб (103-тє місце у світі). Чисельність Гонконґців стабільно збільшується, народжуваність 2015 року становила 9,23 ‰ (206-те місце у світі), смертність — 7,07 ‰ (131-ше місце у світі), природний приріст — 0,38 % (166-те місце у світі) . 

## Природний рух

### Відтворення
Народжуваність у Гонконзі, станом на 2015 рік, дорівнює 9,23 ‰ (206-те місце у світі). Коефіцієнт потенційної народжуваності 2015 року становив 1,18 дитини на одну жінку (221-ше місце у світі). Рівень застосування контрацепції 79,5 % (станом на 2007 рік). Середній вік матері при народженні першої дитини становив 29,8 року (оцінка на 2008 рік).
Смертність у Гонконзі 2015 року становила 7,07 ‰ (131-ше місце у світі).
Природний приріст населення в країні 2015 року становив 0,38 % (166-те місце у світі).

### Вікова структура

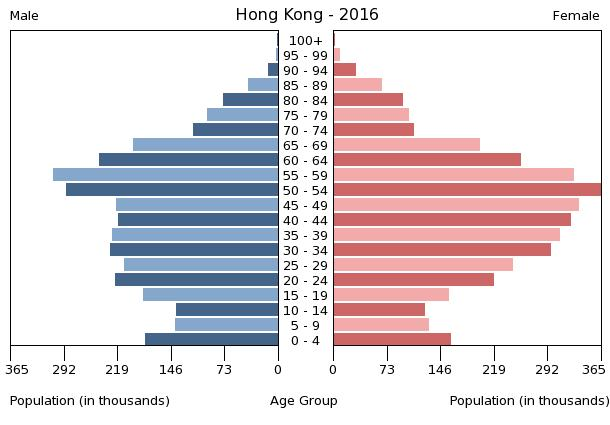
Віково-статева піраміда населення Гонконґу, 2016 рік

Середній вік населення Гонконґу становить 44 років (12-те місце у світі): для чоловіків — 43,2, для жінок — 44,5 року. Очікувана середня тривалість життя 2015 року становила 82,86 року (7-ме місце у світі), для чоловіків — 80,24 року, для жінок — 85,78 року.
Вікова структура населення Гонконґу, станом на 2015 рік, виглядає таким чином:
- діти віком до 14 років — 12,11 % (458 458 чоловіків, 406 506 жінок);
- молодь віком 15-24 роки — 11,13 % (410 701 чоловік, 383 901 жінки);
- дорослі віком 25-54 роки — 46,16 % (1 408 524 чоловіки, 1 887 927 жінок);
- особи передпохилого віку (55-64 роки) — 15,26 % (531 684 чоловіки, 557 904 жінки);
- особи похилого віку (65 років і старіші) — 15,34 % (516 255 чоловіків, 579 245 жінок)[1].

### Шлюбність— розлучуваність
Коефіцієнт шлюбності, тобто кількість шлюбів на 1 тис. осіб за календарний рік, дорівнює 7,8; коефіцієнт розлучуваності — 2,76; індекс розлучуваності, тобто відношення шлюбів до розлучень за календарний рік — 36 (дані за 2011 рік). Середній вік, коли чоловіки беруть перший шлюб, дорівнює 31,2 року, жінки — 28,9 року, загалом — 30 років (дані за 2011 рік).

## Розселення
Густота населення країни 2015 року становила 6940,9 особи/км² (4-те місце у світі).

### Урбанізація
Гонконґ надзвичайно урбанізована країна. Рівень урбанізованості становить 100 % населення країни (станом на 2015 рік), темпи зростання частки міського населення — 0,74 % (оцінка тренду за 2010—2015 роки).
Головні міста країни: Гонконґ — 7,26 млн осіб (дані за 2014 рік).

### Міграції
Річний рівень імміграції 2015 року становив 1,68 ‰ (55-те місце у світі). Цей показник не враховує різниці між законними і незаконними мігрантами, між біженцями, трудовими мігрантами та іншими.

#### Біженці й вимушені переселенці
У країні офіційно проживає лише одна особа без громадянства.

## Расово-етнічний склад
| Етнічний склад (2011 рік) | Етнічний склад (2011 рік) | Етнічний склад (2011 рік) | Етнічний склад (2011 рік) | Етнічний склад (2011 рік) |
| ------------------------- | ------------------------- | ------------------------- | ------------------------- | ------------------------- |
| Етнос:                    |                           |                           | Відсоток:                 |                           |
| китайці                   | китайці                   |                           | 93.1%                     | 93.1%                     |
| індонезійці               | індонезійці               |                           | 1.9%                      | 1.9%                      |
| філіппінці                | філіппінці                |                           | 1.9%                      | 1.9%                      |
| інші                      | інші                      |                           | 3%                        | 3%                        |

Головні етноси країни: китайці — 93,1 %, індонезійці — 1,9 %, філіппінці — 1,9 %, інші — 3 % населення (оціночні дані за 2011 рік).

## Мови
| Мови Гонконґу (2012 рік) | Мови Гонконґу (2012 рік) | Мови Гонконґу (2012 рік) | Мови Гонконґу (2012 рік) | Мови Гонконґу (2012 рік) |
| ------------------------ | ------------------------ | ------------------------ | ------------------------ | ------------------------ |
| Мова:                    |                          |                          | Відсоток:                |                          |
| китайська                | китайська                |                          | 89.5%                    | 89.5%                    |
| англійська               | англійська               |                          | 3.5%                     | 3.5%                     |
| китайська (путунхуа)     | китайська (путунхуа)     |                          | 1.4%                     | 1.4%                     |
| інші китайські діалекти  | інші китайські діалекти  |                          | 4%                       | 4%                       |
| інші                     | інші                     |                          | 1.6%                     | 1.6%                     |

Офіційні мови: китайська (кантонський діалект) — розмовляє 89,5 % населення території, англійська — 3,5 %. Інші поширені мови: китайська (путунхуа) — 1,4 %, інші китайські діалекти — 4 %, інші мови — 1,6 % (дані 2011 року).

## Релігії
| Релігії в Гонконзі (2015 рік) | Релігії в Гонконзі (2015 рік) | Релігії в Гонконзі (2015 рік) | Релігії в Гонконзі (2015 рік) | Релігії в Гонконзі (2015 рік) |
| ----------------------------- | ----------------------------- | ----------------------------- | ----------------------------- | ----------------------------- |
| Віросповідання:               |                               |                               | Відсоток:                     |                               |
| місцеві вірування             | місцеві вірування             |                               | 90%                           | 90%                           |
| християни                     | християни                     |                               | 10%                           | 10%                           |

Головні релігії й вірування, які сповідує, і конфесії та церковні організації, до яких відносить себе населення країни: еклектика місцевих вірувань — 90 %, християнство — 10 % (станом на 2015 рік).

## Освіта
Рівень письменності 2015 року становив 99 % дорослого населення (віком від 15 років): 99 % — серед чоловіків, 99 % — серед жінок.
Державні витрати на освіту становлять 3,6 % ВВП країни, станом на 2014 рік (124-те місце у світі). Середня тривалість освіти становить 16 років, для хлопців — до 16 років, для дівчат — до 16 років (станом на 2014 рік).

## Охорона здоров'я
Смертність немовлят до 1 року, станом на 2015 рік, становила 2,73 ‰ (215-те місце у світі); хлопчиків — 2,96 ‰, дівчаток — 2,46 ‰.

### Захворювання
Кількість хворих на СНІД невідома, Дані про кількість смертей від цієї хвороби за 2014 рік відсутні.

## Соціально-економічне становище
Співвідношення осіб, що в економічному плані залежать від інших, до осіб працездатного віку (15—64 роки) загалом становить 37 % (станом на 2015 рік): частка дітей — 16,4 %; частка осіб похилого віку — 20,6 %, або 4,8 потенційно працездатного на 1 пенсіонера. Загалом ці показники характеризують рівень потреби державної допомоги в секторах освіти, охорони здоров'я та пенсійного забезпечення, відповідно. За межею бідності 2012 року перебувало 19,6 % населення країни. Дані про розподіл доходів домогосподарств у країні відсутні.
Станом на 2016 рік, уся країна була електрифікована, усе населення країни мало доступ до електромереж. Рівень проникнення інтернет-технологій надзвичайно високий. Станом на липень 2015 року в країні налічувалось 6,066 млн унікальних інтернет-користувачів (61-ше місце у світі), що становило 85 % загальної кількості населення країни.

### Трудові ресурси
Загальні трудові ресурси 2015 року становили 3,883 млн осіб (93-тє місце у світі). Зайнятість економічно активного населення у господарстві країни розподіляється таким чином: промисловість — 3,8 %; будівництво — 2,8 %; торгівля, ресторани, готелі — 53,3 %; фінанси, страхування, нерухомість — 12,5 %; транспорт і зв'язок — 10,1 %; громадський сектор — 17,1 % (станом на 2013 рік). Безробіття 2015 року дорівнювало 2,9 % працездатного населення, 2014 року — 3,2 % (21-ше місце у світі); серед молоді у віці 15-24 років ця частка становила 9,4 %, серед юнаків — 11,3 %, серед дівчат — 7,8 % (106-те місце у світі).

## Кримінал

### Наркотики

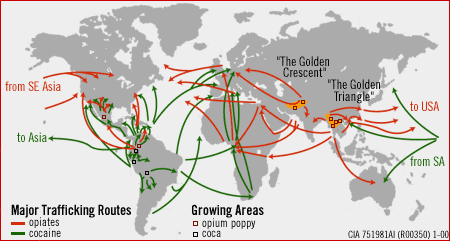
Світові маршрути наркотрафіку

Незважаючи на енергійні зусилля правоохоронних органів, Гонконґ стикається з серйозними проблемами в царині контролю за транзитом героїну і метамфетаміну; сучасна банківська система забезпечує зручний канал для відмивання грошей; росте використання синтетичних наркотиків власного виробництва, особливо серед молоді.

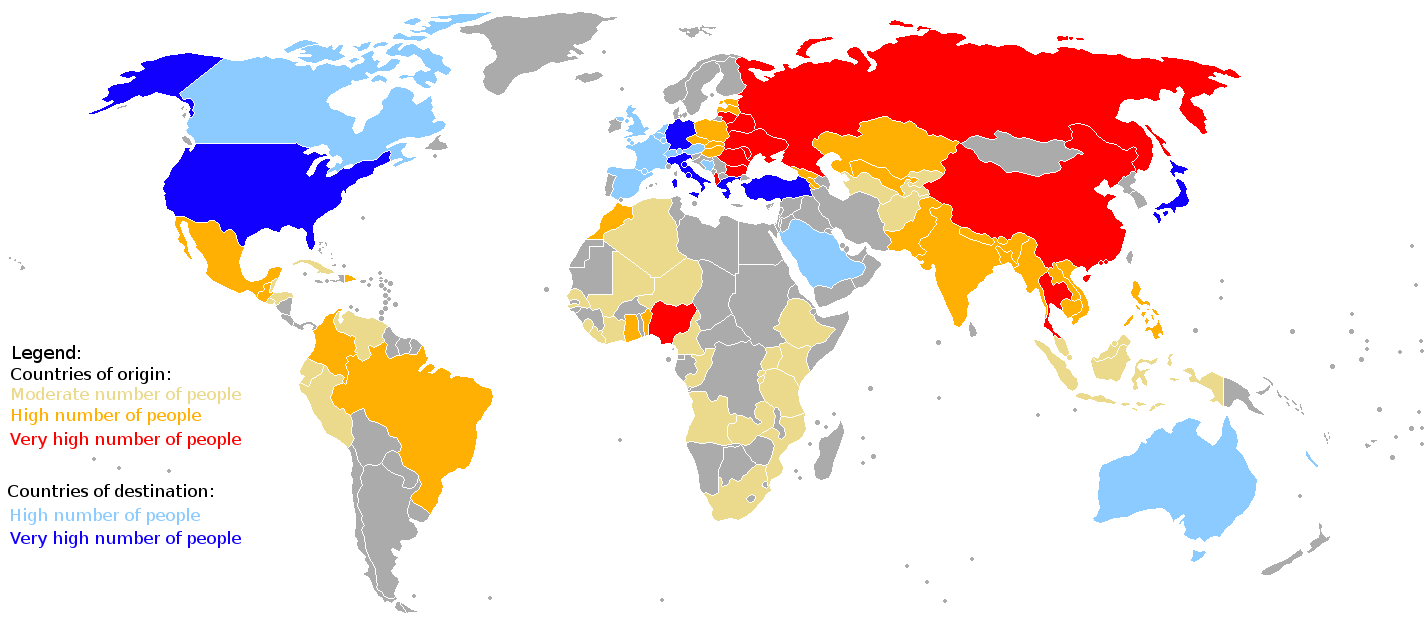
Країни-донори (червоний) і країни-реципієнти кримінальних потоків  (англ.)
Глобальна боротьба з торгівлею людьми (англ.)

## Гендерний стан
Статеве співвідношення (оцінка 2015 року):
- при народженні — 1,12 особи чоловічої статі на 1 особу жіночої;
- у віці до 14 років — 1,13 особи чоловічої статі на 1 особу жіночої;
- у віці 15-24 років — 1,07 особи чоловічої статі на 1 особу жіночої;
- у віці 25-54 років — 0,75 особи чоловічої статі на 1 особу жіночої;
- у віці 55-64 років — 0,95 особи чоловічої статі на 1 особу жіночої;
- у віці старше за 64 роки — 0,89 особи чоловічої статі на 1 особу жіночої;

## Демографічні дослідження
Демографічні дослідження у країні ведуться рядом державних і наукових установ:

### Українською
- Атлас. 10—11 клас. Економічна і соціальна географія світу / упорядники :  О. Я. Скуратович, Н. І. Чанцева. — К. : ДНВП «Картографія», 2010. — ISBN 978-966-475-639-3.
- Атлас світу / голов. ред. І. С. Руденко ; зав. ред. В. В. Радченко ; відп. ред. О. В. Вакуленко. — К. : ДНВП «Картографія», 2005. — 336 с. — ISBN 9666315467.
- Безуглий В. В. Економічна і соціальна географія зарубіжних країн : Навчальний посібник. — К. : ВЦ «Академія», 2007. — 704 с. — ISBN 978-966-580-239-6.
- Безуглий В. В., Козинець С. В. Регіональна економічна і соціальна географія світу : Навчальний посібник. — видання 2-ге, доп., перероб. — К. : ВЦ «Академія», 2007. — 688 с. — ISBN 966-580-144-9.
- Головченко В. І., Кравчук О. Країнознавство: Азія, Африка, Латинська Америка, Австралія і Океанія. — К., 2006. — 335 с. — ISBN 966-8939-04-2.
- Гудзеляк І. І. Географія населення: Навчальний посібник / І. Гудзеляк. — Л. : Видавничий центр ЛНУ імені Івана Франка, 2008. — 232 с. — ISBN 978-966-613-599-8.
- Дахно І. І. Країни світу: Енциклопедичний довідник / І. І. Дахно, С. М. Тимофієв. — К. : Мапа, 2011. — 606 с. — (Бібліотека нового українця) — ISBN 978-966-8804-23-6.
- Дахно І. І. Економічна географія зарубіжних країн : навчальний посібник. — К. : Центр учбової літератури, 2014. — 319 с. — ISBN 978-611-01-0682-5.
- Джаман В. О. Регіональні системи розселення: демографічні аспекти. — Чернівці : Рута, 2003. — 392 с. — ISBN 9665685988.
- Дорошенко Л. С. Демографія: Навчальний посібник. — К. : МАУП, 2005. — 112 с. — ISBN 966-608-442-2.
- Дубович І. А. Країнознавчий словник-довідник. — 5-те вид., перероб. і доп. — К. : Знання, 2008. — 839 с. — ISBN 978-966-346-330-8.
- Економічна і соціальна географія країн світу. Навчальний посібник / За ред. Кузика С. П. — Л. : Світ, 2002. — 672 с. — ISBN 966-603-178-7.
- Загальна медична географія світу / В. О. Шевченко [та ін.] — К. : [б.в.], 1998. — 178 с.
- Ігнатьєв П. М. Країнознавство: Країни Азії. — Ч. : Книги-XXI, 2004. — 383 с. — ISBN 966-8029-53-4.
- Книш М. М., Мамчур О. І. Регіональна економічна і соціальна географія світу (Латинська Америка та Карибські країни, Африка, Азія, Океанія) : навч. посіб. — Л. : ЛНУ ім. Івана Франка, 2013. — 368 с. — ISBN 978-617-10-0007-0.
- Крисаченко В. С. Динаміка населення: Популяційні, етнічні та глобальні виміри. — К. : Видавництво Національного інституту стратегічних досліджень, 2005. — 368 с. — ISBN 966-554-083-1.
- Любіцева О. О., Мезенцев К. В., Павлов С. В. Географія релігій. — К. : АртЕК, 1999. — 504 с. — ISBN 966-505-006-0.
- Масляк П. О. Країнознавство. — К. : Знання, 2007. — 292 с. — (Вища освіта XXI століття)
- Масляк П. О., Дахно І. І. Економічна і соціальна географія світу / П. О. Масляк, І. І. Дахно ; за ред. П. О. Масляка. — К. : Вежа, 2003. — 280 с. — ISBN 966-7091-53-8.

### Російською
- (рос.) Сянган (Гонконг) // Демографический энциклопедический словарь / главн. ред. Валентей Д. И. — М. : Советская энциклопедия, 1985. — 608 с.
- (рос.) Сянган (Гонконг) // Страны и народы. Зарубежная Азия. Восточная и Центральная Азия / Редкол. : М. И. Сладковский (отв. ред.) и др. — М. : «Мысль», 1982. — 284 с. — (Страны и народы) — 180 тис. прим.
- (рос.) Атлас народов мира / Отв. ред. С. И. Брук и В. С. Апенченко. — М. : ГУГК ГГК СССР и Институт этнографии им. Н. Н. Миклухо-Маклая АН СССР, 1964. — 185 с. — 20 тис. прим.
- (рос.) Численность и расселение народов мира. Этнографические очерки / под ред. С. И. Брука. — М. : Издательство АН СССР, 1962. — 487 с.
- (рос.) Лаппо Г. М. География городов: Учебное пособие для географических факультетов вузов. — М. : Туманит, изд. центр ВЛАДОС, 1997. — 476 с. — ISBN 5-691-00047-0.
- (рос.) Ягельский А. География населения. — М. : Прогресс, 1980. — 383 с.